# 1167 w literaturze
Wydarzenia literackie w 1167 roku.

## Zmarli
- Aelred z Rievaulx, angielski święty i pisarz
- Aben Ezra, poeta żydowski